# Arinos (Brésil)
Pour les articles homonymes, voir Arinos.
Arinos est une municipalité brésilienne de l'État du Minas Gerais et la microrégion d'Unaí.